# Gösta Mittag-Leffler
Gösta Mittag-Leffler, all'anagrafe Magnus Gustaf Mittag-Leffler (Stoccolma, 16 marzo 1846 – Djursholm, 7 luglio 1927), è stato un matematico svedese.

## Biografia
Mittag-Leffler nacque a Stoccolma, figlio del preside John Olof Leffler e di Gustava Wilhelmina Mittag. Sua sorella era la scrittrice Anne Charlotte Leffler, divenuta moglie del matematico Pasquale Del Pezzo.
Si laureò all'Università di Uppsala nel 1865, concluse il dottorato di ricerca nel 1872 e divenne docente all'Università nello stesso anno.
Fu membro dell'Accademia Reale Svedese delle Scienze (1883), della Società finlandese delle scienze-Suomen Tiedeseura, Finska Vetenskaps-Societeten (1878), della Regia Società delle scienze di Uppsala-Kungliga Vetenskaps-Societeten i Uppsala e da oltre 30 società scientifiche straniere, inclusa la Royal Society di Londra (1896) e l'Accademia delle scienze di Parigi. Gli furono conferite Lauree onorarie dall'Università di Oxford e da molti altri atenei.
Mittag-Leffler era un convinto assertore dei diritti delle donne ed ebbe un ruolo cruciale nel permettere a Sof'ja Kovalevskaja di accedere alla cattedra ordinaria di matematica all'Università di Stoccolma - la prima donna nel mondo a ottenere una simile professione.
Mittag-Leffler fondò, nel 1882, la rivista Acta Mathematica (in parte finanziata con le fortune della moglie Signe Lindfors, di facoltosa famiglia finlandese), e raccolse una vasta letteratura matematica nella sua villa di Djursholm, sobborgo di Stoccolma. La dimora, insieme al suo contenuto, furono poi donati all'Accademia reale delle scienze e costituiscono oggi l'Institut Mittag-Leffler.

## Risultati famosi
- Funzione di Mittag-Leffler
- Teorema di Mittag-Leffler

## Curiosità
Mittag-Leffler sarebbe la causa dell'assenza, tra i Premi Nobel, di quello assegnato per meriti in campo Matematico. Secondo una tesi diffusa, pur senza particolare fondamento, il Premio Nobel per la matematica non sarebbe stato istituito in quanto Alfred Nobel avrebbe scoperto che una sua amante lo aveva tradito con Mittag-Leffler. Istituendo il premio per la matematica, l'Accademia Reale svedese lo avrebbe probabilmente assegnato proprio a Mittag-Leffler per i suoi studi sulle funzioni analitiche, sul calcolo delle probabilità e sulle equazioni differenziali omogenee.